# سانا نا نهادا
سانا نا نهادا (بالبرتغالية: Sana Na N’Hada‏) (من مواليد 1950) هُو مخرج سينمائي من غينيا بيساو، ويُعد «أول مخرج في تاريخ السينما في غينيا بيساو».
وُلد سنانا نا نهادا عام 1950 في مدينة إنكسالي في غينيا بيساو. في عام 1967، أرسله أميلكار كابرال مع خوسيه بولاما كوبومبا وجوزيفينا لوبيز كراتو وفلورا جوميز، لدراسة السينما في المعهد الكوبي للفنون وصناعة السينما في كوبا. درس لاحقًا في معهد الدراسات السينمائية العليا في باريس.
في عام 1978، أصبح نا نهادا أول مدير للمعهد الوطني للسينما في غينيا بيساو، وبقي في المنصب حتى عام 1989.

## أعماله
| السنة | عُنوان الفيلم بالعربية | العُنوان الأصلي للفيلم      | نوع الفيلم           | مُلاحظات                  | مراجع |
| ----- | --------------------- | -------------------------- | -------------------- | ------------------------ | ----- |
| 1976  | عودة كابرال           | Regresso de Cabral         | فيلم قصير شبه وثائقي | بالاشتراك مع فلورا غوميز |       |
| 1978  | نحن نجرؤ على القتال   | Anos no Oça Luta           | فيلم قصير شبه وثائقي | بالاشتراك مع فلورا غوميز |       |
| 1994  | شيمي                  | Xime                       | فيلم روائي           |                          |       |
| 2005  | بيساو دي إيزابيل      | Bissau d'Isabel            | وثائقي               |                          |       |
| 2013  | بوش المقدس            | Kadjike                    |                      |                          |       |
| 2015  | نحاتو الأرواح         | Os Escultores de Espíritos |                      |                          |       |

## روابط خارجية
سانا نا نهادا على موقع IMDb (الإنجليزية)
- سانا نا نهادا على موقع ألو سيني (الفرنسية)
- سانا نا نهادا على موقع أول موفي (الإنجليزية)
- سانا نا نهادا على موقع قاعدة بيانات الفيلم (الإنجليزية)
- سانا نا نهادا على موقع كينوبويسك (الروسية)